# Damasak
Damasak ist eine Grenzstadt im Bundesstaat Borno in Nigeria. Sie ist Hauptstadt der Local Government Area Mobbar an der Staatsgrenze zu Niger.

## Geografie
Die Landschaft liegt als Trockensavanne im mittleren Tschadbecken. Acht Kilometer südwestlich des Stadtkerns von Damasak fließen die Flüsse Komadugu Yobe und Komaduga Gana zusammen. Auf der anderen Seite der Staatsgrenze liegt in etwa fünf Kilometer Entfernung von Damasak das Dorf Zarwaram.

## Verkehr
In südliche Richtung verläuft eine Straße nach Maiduguri, in östliche Richtung nach Baga.

## Geschichte
Damasak wurde am 24. November 2014 von Boko-Haram-Kämpfern erobert. Im März 2015 wurde die Stadt von Soldaten aus dem Tschad und Niger wieder zurückerobert. Womöglich als Racheakt sollen um den 25. März 2015 bis zu 350 Frauen und Kinder verschleppt und mehrere Personen getötet worden sein.